# KAAZE
Mick Kastenholt (Estocolmo; 30 de enero de 1989), más conocido por su nombre artístico Kaaze (estilizado como KAAZE), es un DJ, remezclador y productor discográfico sueco de música house. A lo largo de su carrera ha colaborado con reconocidos disc-jockeys como Tiësto, Hardwell, Steve Aoki, entre otros.

## Comienzos
En sus años de infancia, comenzó a tocar el piano y la batería a una edad temprana. Al mudarse a Estocolmo, abandonó la escuela y se retiró a su estudio para adoptar el estilo de vida de un ermitaño durante casi un año y medio, produciendo 24/7 y sin compartir su producción musical. Más adelante un demo llamó la atención de Tiësto en el que obtuvo el visto bueno. Los dos se conocieron por primera vez en Estocolmo dos semanas más tarde, y KAAZE acompañó a la superestrella holandesa a su concierto en el Summerburst Festival. El 4 de octubre, KAAZE lanzó su álbum debut llamado Dreamchild. Incluye sus lanzamientos anteriores como Chain Me Up, Devil Inside Me, Up In Smoke y más. También presenta una Vocal Mix de Triplet y una canción llamada Dark Angel.

## Discografía

### Álbumes
2019
- Dreamchild [ Revealed Recordings ]

2023
- MICK [ Revealed Recordings ]

### Sencillos
2014
- Drop The Power [ Musical Freedom ]
- We Will Recover (con Michael Feiner) [ Musical Freedom ]
- Rocky (con Tiësto) [ Musical Freedom/Universal Music/PM:AM ] [ A Town Called Paradise ]

2015
- Close Your Eyes (con Danny Avila) [ Playbox ]
- Atomic (Free Download)
- Karma (Free Download)
- Color Pop (con twoloud) [ Playbox ]
- Heaven (feat. Cruickshank) [ Playbox ]
- Maji (con twoloud) [ Revealed Recordings ]

2016
- Tell Me [ Revealed Recordings ]
- Milk Man [ Revealed Recordings ]
- Electric Boy (Free Download)
- Overrunning [ Playbox ]
- Mayhem (Free Download)
- Sin City [ShowKaaze Vol.1] [ Revealed Recordings ] [ ShowKaaze Vol.1 ]
- Wild Summer [ShowKaaze Vol.1] [ Revealed Recordings ] [ ShowKaaze Vol.1 ]
- Freedom (feat. Stu Gabriel) [ Revealed Recordings ] [ ShowKaaze Vol.1 ]
- Haartz [ Revealed Recordings ]

2017
- Triplet (Instrumental Mix) [ Revealed Recordings ]
- We Are Legends (con Hardwell & Jonathan Mendelsohn) [ Revealed Recordings ]
- We Are One (con Disco Fries feat. Danyka Nadeau) [Liftoff Records]
- End Of The World (con Jonathan Mendelsohn) [ Revealed Recordings ] [ ShowKaaze Vol.2 ]
- Black Sahara (con Joey Dale feat. Aloma Steele) [ Revealed Recordings ] [ ShowKaaze Vol.2 ]
- Soulmate (feat. Cruickshank) [ Revealed Recordings ] [ ShowKaaze Vol.2 ]

2018
- Opera (feat. Elle Vee) [ Maxximize Records ]
- Cast Away 2018 (Free Download)
- Sexy [ Revealed Recordings ]
- I'm Coming Home [ Revealed Recordings ]
- La Copa De Saxo (Free Download)
- This Is Love (con Hardwell feat. Loren Allred) [ Revealed Recordings ]
- Satellites (feat. Nino Lucarelli) [ Revealed Recordings ]
- The Legend Of Kaaze (Free Download)

2019
- Better Than This (feat. Chad Kowal) [ Revealed Recordings ]
- I Should Have Walked Away (feat. Nino Lucarelli) [ Revealed Recordings ]
- My City (feat. Aloma Steele) [ Revealed Recordings ]
- Up It Smoke (feat. Neen) [ Revealed Recordings ]
- Devil Inside Me (con KSHMR feat. KARRA) [ Dharma Worldwide/Spinnin' Records ]
- Intuition (feat. Anna Yvette) [ Revealed Recordings ]
- Chain Me Up (feat. Nino Lucarelli) [ Revealed Recordings ]
- People Are Strange (con Maddix feat. Nino Lucarelli) [ Revealed Recordings ]
- Less Is More [ Revealed Recordings ] [ KAAZEMAS 2019 ]
- Deadly Escape [Revealed Recordings] [ Revealed Recordings ] [ KAAZEMAS 2019 ]
- Take Me Home (feat. Elle Vee) [ Revealed Recordings ] [ KAAZEMAS 2019 ]
- Milk Man 2019 [Revealed Recordings] [ Revealed Recordings ] [ KAAZEMAS 2019 ]
- PANIC! [Revealed Recordings] [ Revealed Recordings ] [ KAAZEMAS 2019 ]
- Future Noise (con Maddix) [ Revealed Recordings ]  [ KAAZEMAS 2019 ]

2020
- Wolves (con Sam Tinnesz feat. Silverberg) [ Revealed Recordings ]
- The Evil Folk (feat. Nino Lucarelli) [ Revealed Recordings ]
- Erase You (con Millenial) [ Revealed Recordings ]
- Sweet Mistake (con MARF) [ Revealed Recordings ]
- Arrest Me [ Revealed Recordings ]

2021
- Temperature (feat. Nino Lucarelli) [ Revealed Recordings ]
- Midnight Runners [ Revealed Recordings ]
- On My Way (con Jay Mason) [ Revealed Recordings ]
- FADE [ Revealed Recordings ]
- Dive [ Revealed Recordings ]
- Born To Die (BLK RSE Mix) [ Revealed Recordings ] [ ShowKaaze Vol.3 (BLK RSE Edition) ]
- Come With Me (BLK RSE Mix) [ Revealed Recordings ] [ ShowKaaze Vol.3 (BLK RSE Edition) ]
- Champion (BLK RSE Mix) [ Revealed Recordings ] [ ShowKaaze Vol.3 (BLK RSE Edition) ]
- All On Me [ Revealed Recordings ]
- Let The Music Play [ Revealed Recordings ] [ KAAZEMAS 2021 ]

2022
- The Awakening [ Revealed Recordings ]
- Whole Again (con Steve Aoki feat. John Martin) [ Dim Mak Records ]
- Paradise (feat. Jordan Grace) [ Revealed Recordings ]

2023
- Black & Blue (feat. Simon Ward) [ Revealed Recordings ]  [ MICK ]
- Disobey (feat. Dotter) [ Revealed Recordings ]  [ MICK ]
- Why [ Revealed Recordings ]  [ MICK ]
- Heartbeat (feat. Rory Hope) [ Revealed Recordings ]  [ MICK ]
- Won't Forget This Time (con Steve Aoki feat. John Martin) [ Dim Mak Records ]
- La La Life [ Revealed Recordings ]  [ MICK ]
- Want My Love (con Mentum) [ Revealed Recordings ]  [ MICK ]
- Last Call [ Dim Mak Records ]

2024
- In The Dark (feat. Maria Mathea) [ Dim Mak Records ]
- The Way [ Revealed Recordings ]
- Move (con Hardwell) [ Revealed Recordings ]
- Papi (feat. Alina Pozi) [ Smash The House ]
- Faded (feat. CERES) [ Smash The House ]
- Destination Calambria (con Alex Gaudino feat. Crystal Waters) [ Dharma Worldwide/Spinnin' Records ]

2025
- Maneater (feat. Luciana) [ Smash The House ]

### Remixes
- 2014: Tiesto - Maximal Crazy (KAAZE Remix) [Free Download]
- 2015: Hardwell feat. Jonathan Mendelsohn - Echo (KAAZE Remix) [United We Are: Remixed] [Revealed Recordings]
- 2016: Hardwell feat. Jake Reese - Run Wild (KAAZE's Swede Remix) [Run Wild Remixes] [Revealed Recordings]
- 2016: Hardwell feat. Jay Sean - Thinking About You (Hardwell & KAAZE Festival Mix) [Epic Amsterdam]
- 2017: R.I.O. - When The Sun Come Down (KAAZE Remix) [Free Download]
- 2018: Shaan feat. Nino Lucarelli - Bring It To Me (KAAZE Mix) [Revealed Recordings]
- 2018: Timmy Trumpet & Maddix - The Prophecy (KAAZE Remode) [Revealed Recordings]
- 2019: KSHMR & Yves V feat. Krewella - No Regrets (KAAZE Remix) [Dharma Worldwide]
- 2021: Swedish House Mafia & The Weeknd - Moth To A Flame (KAAZE Arena Mix) [Republic Records]
- 2023: Calvin Harris & Sam Smith - Desire (Steve Aoki & KAAZE Remix) [Sony Music]
- 2023: Tiësto - Flight 643 (KAAZE Remix)

## Ranking DJmag
| DJ    | 2021 | 2022 | 2023 | 2024 |
| ----- | ---- | ---- | ---- | ---- |
| KAAZE | 83°  | 70°  | 59°  | 48°  |